# Melita Vovk
Melita Vovk, slovenska slikarka in  ilustratorka, * 14. junij 1928, Bled, † 22. julij 2020, Radovljica.

## Živjenje in delo
Diplomirala je leta 1951 iz slikarstva pri Maksimu Sedeju na Akademiji za likovno umetnost in oblikovanje v Ljubljani. Študirala je na Akademiji za uporabno umetnost v Ljubljani, v letih 1951–1953 nadaljevala na specialki za grafiko pri B. Jakcu (3 semestre) in 1972 diplomirala pri Riku Debenjaku. Med letoma 1953 in 1956 je učila na nižji gimnaziji na Bledu, od leta 1957 do 1973 bila v svobodnem poklicu, 1974–1977 višja strokovna sodelavka za scenografijo na Akademiji za igralsko umetnost, od 1978 je bila ponovno svobodna umetnica; upokojena 1984. Leta 1957 se je poročila s književnikom Bojanom Štihom (tudi njuna hči Marija-Ejti Štih se je posvetila slikarstvu); od 1979 dalje pa je bila poročena s holandskim slikarjem Roelofom Frankotom (1911–1984). Prepotovala je domala vso Evropo. 
Vovkova se ukvarja s slikarstvom, grafiko, risbo, ilustracijo, scenografijo, kostumografijo in karikaturo. Njeno temeljno izrazilo je risba - sprva čista, realistična, obrisna risba, ki jo je sčasoma s skiciozno potezo dopolnjevala z značilnimi karikiranimi detajli in tako dosegla specifično humorno naravnanost predvsem ilustratorskega dela.
Težišče njenega dela pa je ilustracija. Tako pri delu za mlade in odrasle kot v osnutkih za sceno in kostume se z bogato likovno ustvarjalno domišljijo in poglobljenim razumevanjem vživlja v literarne predloge. Ilustrirala je nad 80 knjig.
Od 1956, ko je prvič prispevala osnutke za sceno, se vse bolj posveča tudi scenografiji in kostumografiji. Sodelovala z osnutki pri več kot 50 predstavah za gledališče.
Napisala pa je tudi več duhovitih potopisov in jih opremila z lastnimi risbami in strokovnih člankov o aktualnih in strokovnih vprašanjih in spominskih zapiskov.

## Nagrade in priznanja
16. aprila 2008 je bila Melita Vovk ob občinskem prazniku razglašena za častno občanko občine Bled. 
Leta 1974 je na Borštnikovem srečanju prejela Borštnikovo diplomo in denarno nagrado za kostumografijo in leta 1977 je prejela Borštnikovo diplomo in denarno nagrado za scenografijo.

## Vir
1. ↑  Arhiv likovne umetnosti — 2003.
2. 1 2 3 4  Slovenska biografija — Znanstvenoraziskovalni center Slovenske akademije znanosti in umetnosti. — ISSN 2350-5370
3. ↑  »Vovk Melita«. Arhivirano iz prvotnega spletišča dne 8. decembra 2015. Pridobljeno 8. decembra 2015.
4. ↑  »Borštnikovo srečanje 1974«. Arhivirano iz prvotnega spletišča dne 8. decembra 2015. Pridobljeno 8. decembra 2015.
5. ↑  »Borštnikovo srečanje 1977«. Arhivirano iz prvotnega spletišča dne 8. decembra 2015. Pridobljeno 8. decembra 2015.